# 具本雄
具 本雄（ク・ボヌン、朝鮮語: 구본웅、1906年3月7日 - 1952年2月2日）は、日本統治時代の朝鮮及び大韓民国の画家、彫刻家、美術評論家。
本貫は綾城具氏。号は西山（ソサン、서산）。

## 生涯
漢城府生まれ。幼少の頃使用人の不手際により脊椎を傷め、肢体障害者となった。儆新高等普通学校（現・儆新高等学校）在学中高羲東より洋画を学び、その後金復鎮により彫刻を学んだ。朝鮮美術展覧会で彫刻部門に『顔習作』が特選で入賞した。その後日本に留学し、川端画学校、日本大学、太平洋美術学校（現・太平洋画会研究所）で学び、太平洋美術学校在学中2度個展を開いた。1933年に帰国し、1934年に牧日会を創設し、1938年に総合文芸誌『青色誌』を創刊し李箱、李陸史などの作品を掲載した。1946年に米軍政庁の文教部編修局で美術科目の編纂をした。朝鮮戦争中はソウルに避難し、ソウル新聞の嘱託を務めたが、急性肺炎により46歳で死去した。1954年に遺作展が開催され、1974年に遺作展とともに『虚屯記』が出版された。

## 参考資料
- 구본웅(具本雄) - 韓国学中央研究院